# 復冰現象
復冰現象（Regelation）是指固體在受到壓力時熔化，在壓力消失後又重新凝固的現象。有些來源的描述方式是「將細的金屬線綁在一塊冰上，線上再拉著重物，細線對冰所施加的壓力會使冰局部熔化，讓細線可以進入熔化的冰中，冰在沒有壓力後會立刻再凝固，因此細線會卡在冰裡。」此實驗可以用零下10度（或更低溫）的冰進行，在概念上合理，但在細繩穿過冰時的過程細節其實很複雜  
此現象在細線材料的熱傳導良好（例如銅）時格外明顯，原因是上方冰塊熔化時所要的潛熱需要由下方冰塊提供。
此現象是由麥可·法拉第所發現。此現象只會發生在凝固時體積會膨脹的物質（例如冰）。因此若外在壓力上昇，物質的熔點會下降。壓力每增加一大氣壓力，冰的熔點會下降0.0072 °C 。若壓力到達500大氣壓，若要讓冰在−4 °C時熔化，所需要的壓力要到500大氣壓。「當冰受的壓力增加時，熔點降低」是由詹姆斯·湯姆森提出，其兄弟威廉·湯姆森（開爾文勳爵）實驗證明。 

## 復冰的例子
冰川本身的重量會使得其他方表面產生很大的壓力，使冰熔化成水。即使在溫度在凝固點以下時，冰川仍可以由較高處移動到較低處。

## 誤解
以往的教科書常用滑冰作為復冰現象的例子，不過需要的壓力比滑冰者重量可以產生的壓力要大很多。
以往的教科書也會用製作雪球作為復冰現象的例子，其實手所施打的壓力無法造成復冰現象。另一個反例是汽车在通過雪地時，不會因為施打壓力而將雪熔化。